# Pempelia strophocomma
Espèce
Synonymes
- Salebria strophocomma Joannis, 1932

Pempelia strophocomma est une espèce de lépidoptères (papillons) de la famille des Pyralidae.
Cette espèce est endémique des Mascareignes : on la trouve uniquement à La Réunion et à l'Île Maurice.
Les imagos ont une longueur d'environ 10 mm et une envergure d'environ 20 mm. Ses chenilles se nourrissent d'Annonaceae (Annona squamosa).